# Comuna Popivka, Mirhorod
Popivka (în ucraineană Попівка) este o comună în raionul Mirhorod, regiunea Poltava, Ucraina, formată din satele Mala Hremeacea, Popivka (reședința) și Velîka Hremeacea.

## Demografie
Componența lingvistică a comunei Popivka
     Ucraineană (98,73%)
     Rusă (1,07%)
     Alte limbi (0,12%)
Conform recensământului din 2001, majoritatea populației comunei Popivka era vorbitoare de ucraineană (98,73%), existând în minoritate și vorbitori de rusă (1,07%).